# Kaneto Shindō
Kaneto Shindō (新藤 兼人, Shindō Kaneto), né le 22 avril 1912 à Hiroshima et mort le 29 mai 2012 à Tokyo, est un réalisateur, scénariste et producteur de cinéma japonais. 

## Biographie

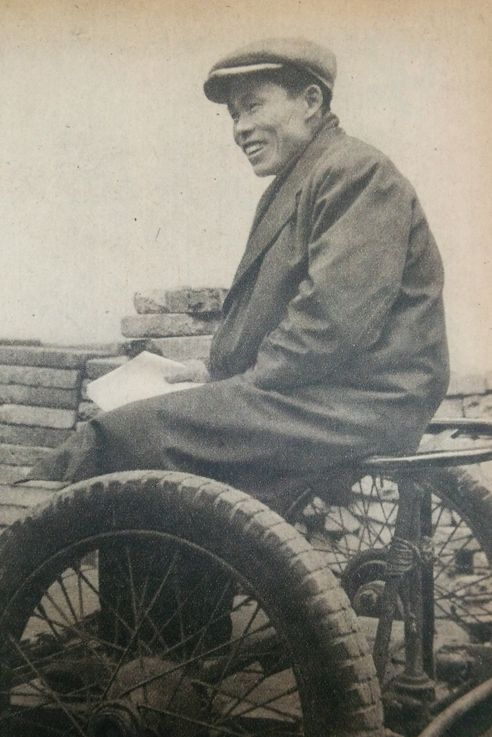
Kaneto Shindō en 1948.

D'abord entré comme assistant décorateur à la Shōchiku en 1934, il devient par la suite scénariste en 1949. Il passe derrière la caméra, comme réalisateur, en 1950, au sein la compagnie de production indépendante Kindai Eiga Kyōkai (en) (近代映画協会, litt. « Société de cinéma moderne japonaise ») qu'il fonde avec Kōzaburō Yoshimura,.
Il connaît un très large succès international avec L'Ile nue, grand prix du festival de Moscou en 1961.

### Vie privée
Il a été marié à l'actrice Nobuko Otowa (1925–1994) qui a joué dans 41 de ses films.

## Filmographie partielle

### Scénariste
- 1946 : La Victoire des femmes (女性の勝利, Josei no shōri?) de Kenji Mizoguchi
- 1947 : Le Mariage (結婚, Kekkon?) de Keisuke Kinoshita
- 1947 : Le Bal de la famille Anjo (安城家の舞踏会, Anjō-ke no butōkai?) de Kōzaburō Yoshimura
- 1949 : Flamme de mon amour (我が恋は燃えぬ, Waga koi wa moenu?) de Kenji Mizoguchi
- 1949 : Le Fantôme de Yotsuya (新釈 四谷怪談 前篇, Shinshaku Yotsuya kaidan: Zenpen?) de Keisuke Kinoshita
- 1949 : Le Fantôme de Yotsuya II (新釈 四谷怪談 後篇, Shinshaku Yotsuya kaidan: Kōhen?) de Keisuke Kinoshita
- 1950 : Les Cloches de Nagasaki (長崎の鐘, Nagasaki no kane?) de Hideo Ōba
- 1951 : Les Habits de la vanité (偽れる盛装, Itsuwareru seiso?) de Kōzaburō Yoshimura
- 1951 : La Danseuse (舞姫, Maihime?) de Mikio Naruse
- 1951 : Le Roman de Genji (源氏物語, Genji monogatari?) de Kōzaburō Yoshimura
- 1956 : Akō Rōshi: Ten no Maki, Chi no Maki (赤穂浪士 天の巻 地の巻?) de Sadatsugu Matsuda
- 1958 : Le Précipice glacé (氷壁, Hyōheki?) de Yasuzō Masumura
- 1961 : Flocons de nuages (雲がちぎれる時, Kumo ga chigireru toki?) de Heinosuke Gosho
- 1962 : Aobeka monogatari (青べか物語?) de Yūzō Kawashima
- 1962 : Tuer ! (斬る, Kiru?) de Kenji Misumi
- 1962 : La Bête élégante (しとやかな獣, Shitoyakana kemono?) de Yūzō Kawashima
- 1965 : La Femme de Seisaku (清作の妻, Seisaku no tsuma?) de Yasuzō Masumura
- 1966 : Tatouage (刺青, Irezumi?) de Yasuzō Masumura
- 1967 : Daraku suru onna (堕落する女?) de Kōzaburō Yoshimura
- 1967 : La Femme du docteur Hanaoka (華岡青洲の妻, Hanaoka Seishū no tsuma?) de Yasuzō Masumura
- 1969 : Le Temple du démon (鬼の棲む舘, Oni no sumu yakata?) de Kenji Misumi
- 1972 : Sous les drapeaux, l'enfer (軍旗はためく下に, Gunki hatameku moto ni?) de Kinji Fukasaku
- 1971 : Chimimoryo, une âme au diable (闇の中の魑魅魍魎, Yami no naka no chimimoryo?) de Kō Nakahira
- 1978 : L'Incident (事件, Jiken?) de Yoshitarō Nomura
- 1987 : Hachiko (ハチ公物語, Hachikō Monogatari?) de Seijirō Kōyama
- 1987 : L'Actrice (映画女優, Eiga joyū?) de Kon Ichikawa
- 1990 : Donmai (ドンマイ?) de Seijirō Kōyama

### Réalisateur et scénariste
Sauf indication contraire, les titres en français se basent sur la filmographie de Kaneto Shindō dans l'ouvrage Le Cinéma japonais de Tadao Satō.
- 1951 : Histoire d'une épouse bien-aimée (ja) (愛妻物語, Aisai monogatari?)
- 1952 : Les Enfants d'Hiroshima (原爆の子, Genbaku no ko?)
- 1952 : Avalanche (ja) (雪崩, Nadare?)
- 1953 : Epitome (縮図, Shukuzu?)
- 1953 : La Vie d'une femme (en) (女の一生, Onna no issho?)
- 1954 : L'Égout (ja) (どぶ, Dobu?)
- 1955 : Les Loups (狼, Okami?)
- 1956 : Double suicide à Shirogane (ja) (銀心中, Shirogane shinjū?)
- 1956 : La Rive de l'errance (ja) (流離の岸, Ryūri no kishi?)
- 1956 : Une actrice (ja) (女優, Joyu?)
- 1957 : Les Gars de la mer (ja) (海の野郎ども, Umi no yarodomo?)
- 1958 : La tristesse est aux femmes (悲しみは女だけに, Kanashimi wa onna dakeni?)
- 1959 : Heureux Dragon no 5 (ja) (第五福竜丸, Daigo Fukuryu-Maru?)
- 1959 : La Meilleure Fiancée du monde (花嫁さんは世界一, Hanayome-san wa sekai-ichi?)
- 1960 : L'Île nue (裸の島, Hadaka no shima?)
- 1962 : L'Homme (ja) (人間, Ningen?)[6]
- 1963 : La Mère (ja) (母, Haha?)
- 1964 : Onibaba (鬼婆, Onibaba?)
- 1965 : Les Malfaisants (ja) (悪党, Akutō?)
- 1966 : Le Sexe perdu (ja) (本能, Honnō?)[7]
- 1967 : Libido (ja) ou L'Origine du sexe (性の起原, Sei no kigen?)
- 1968 : Kuroneko ou Les Vampires (藪の中の黒猫, Yabu no naka no kuroneko?)
- 1968 : Femme forte, homme faible (ja) ou Opération négligée (強虫女と弱虫男, Tsuyomushi onna to yowamushi otoko?)
- 1969 : Éphémère (ja) (かげろう, Kagerō?)
- 1970 : Shokkaku (ja) (触角?)
- 1970 : Vivre aujourd'hui, mourir demain (裸の十九才, Hadaka no jukyu-sai?)
- 1972 : L'Anneau métallique (ja) (鉄輪, Kanawa?)
- 1972 : Hymne (en) (讃歌, Sanka?)
- 1973 : Le Cœur (ja) (心, Kokoro?)
- 1974 : Mon chemin (ja) (わが道, Waga michi?)
- 1975 : Kenji Mizoguchi ou la vie d'un artiste (ある映画監督の生涯 溝口健二の記録, Aru eiga-kantoku no shōgai Mizoguchi Kenji no kiroku?) (documentaire)
- 1977 : Chikuzan, le baladin aveugle (竹山ひとり旅, Chikuzan hitori tabi?)[8]
- 1979 : Strangulation (ja) (絞殺, Kōsatsu?)
- 1981 : Edo Porn (北斎漫画, Hokusai manga?)
- 1984 : L'Horizon (ja) (地平線, Chihei-sen?)
- 1986 : Burakkubōdo (ja) (ブラックボード?)
- 1986 : Les Arbres à feuilles caduques (ja) (落葉樹, Rakuyōju?)
- 1988 : La Mort de la troupe du Cerisier (ja) (さくら隊散る, Sakura-tai Chiru?)
- 1992 : Histoire singulière à l'est du fleuve (濹東綺譚, Bokutō kidan?)[9]
- 1995 : Le Testament du soir (午後の遺言状, Gogo no yuigon-jō?)
- 1999 : Je veux vivre (ja) (生きたい, Ikitai?)
- 2000 : Sanmon yakusha (ja) (三文役者?)
- 2003 : Fukurō (ja) (ふくろう?)
- 2008 : Ishiuchi jinjō kōtō shōgakkō: Hana wa chiredomo (ja) (石内尋常高等小学校 花は散れども?)
- 2010 : Ichimai no hagaki (一枚のハガキ?)

### Producteur
- 1966 : L'Instinct (本能, Honnō?)
- 1972 : L'Anneau métallique (鉄輪, Kanawa?)
- 1972 : Hymne (讃歌, Sanka?)
- 1973 : Le Cœur (心, Kokoro?)
- 1979 : Strangulation (絞殺, Kōsatsu?)

## Ouvrages
- (ja-Latn) Kaneto Shindō, Shōsetsu Tanaka Kinuyo [« 小說田中絹代 »] (biographie), Tokyo, Bungei Shunjū (文芸春秋?),‎ 1986, 392 p. (ISBN 978-4-16-741501-3)[10]